# José Batlle y Ordóñez (Uruguai)
José Batlle y Ordóñez és una localitat de l'Uruguai, ubicada al nord-oest del departament de Lavalleja, sobre el límit amb Florida. La ciutat és fronterera amb Nico Pérez i s'ubica a la 12a secció judicial. Té una població aproximada de 2.203 habitants, segons les dades del cens del 2011.
Es troba a 260 metres sobre el nivell del mar.
| 1963  | 1975  | 1985  | 1996  | 2004  |
| ----- | ----- | ----- | ----- | ----- |
| 2.712 | 2.074 | 2.448 | 2.298 | 2.424 |

## Història
La ciutat fou fundada per resolució del 25 de juny de 1883, a petició de Carlos Núñez, apoderat de Francisco De León, amb el nom de Nico Pérez. Des del 19 de març de 1907 va prendre el nom actual, en homenatge a l'expresident uruguaià José Batlle y Ordóñez.

## Fills il·lustres
- Ángel María Gianola, polític i ministre de l'Interior de l'Uruguai entre 1994 i 1995.